# At Tarif
At Tarif (arabsko إلطارف‎ aṭ-Ṭārif) je nekropola na zahodnem bregu Nila na severozahodnem obrobju Teb (Luksor) in jugovzhodno od Doline kraljev, Egipt. Severovzhodno od nje je sodobna vas At Tarif. Je najstarejša nekropola zahodno od  Teb.  Na njej je majhen pogrebni tempelj,  severno od njega pa grobnice plemstva iz poznega prvega vmesnega obdobja Egipta in Srednjega kraljestva. Mastabe iz Starega kraljestva so morda pripadale lokalnim vladarjem iz Četrte ali Pete dinastije. Grobnice lokalnih vladarjev iz Enajste dinastije (2040-1991 pr. n. št.) so vklesane v skalo in datirajo v obdobje 2061-2010 pr. n. št. Največja med njimi  je pripadala faraonom Intefu I., II. in III.

## Ozadje
Na poplavnih ravnicah desnem bregu Nila zahodno od Luksorja je od Malkate na jugu do At Tarifa na severu 
več kot trideset znanih arheoloških najdišč. 
Tebanska Enajsta dinastija je razvila posebno vrsto grobnice, imenovano saff ali vrstna grobnica.   Arabski izraz saff pomeni vrsto kamnitih stebrov na treh straneh velikega vkopanega trapezoidnega prednjega dvorišča, ki daje grobni kapeli značilen videz. Takšne grobnice so se na nekropoli At Tarif gradile do Novega kraljestva, gradile pa so se tudi drugod, na primer v Armantu in Denderi.  Vse drugače grajene grobnice v At Tarifu so zaradi starosti v razpadajočem stanju.

## Opis
Največje in najbolj opazne so grobnice faraonov Intefa I., Intefa II. in Intefa III. Prednje dvorišče grobnice Intefa I., na primer,  je vkopano 4-5 m globoko v puščavska tla in  meri 300 x 75 m. Okoli njihovih  grobnic je še okoli 250 zasebnih grobnic, okrašenih s stelami.